# Conway Rees
Pour les articles homonymes, voir Rees.

a Compétitions nationales et continentales officielles uniquement.

b Matchs officiels uniquement.
John Conway Rees, né le 13 janvier 1870 à Llandovery et mort le 30 août 1932 à Westminster, est un joueur de rugby à XV international gallois. Il évolue au poste de centre tant en sélection nationale qu'avec de nombreux clubs. 

## Biographie
Rees naît à Llandovery, dans le Carmarthenshire au pays de Galles. Il est scolarisé au Llandovery College et au Jesus College (Oxford) dont il sort diplômé en 1894. Au cours de sa scolarité, il joue avec le Oxford University RFC et en devient le premier Gallois à assumer les fonctions de capitaine. Il met en place le système à quatre trois-quarts, jouant au poste de trois-quarts centre. Il évolue par la suite avec le club de Cardiff, les Barbarians, les London Welsh, Richmond, Blackheath et Llanelli. 
Conway Rees dispute seulement trois matchs avec l'équipe du pays de Galles. Il honore sa première cape internationale quand il est retenu pour disputer le tournoi britannique le 6 février 1892 contre l'équipe d'Écosse. Il est de nouveau retenu pour disputer le tournoi britannique en 1893 pour le match d'ouverture face à l'équipe d'Angleterre. Il évolue sous le capitanat d'Arthur Gould, qui est également son partenaire au centre de l'équipe galloise. Il ne joue qu'une seule rencontre du tournoi 1893 ; les joueurs du XV du chardon remportent pour la première fois le championnat, tout en réussissant également la triple couronne. Conway Rees est de nouveau sélectionné pour le championnat suivant, le tournoi britannique 1894, qui débute pour les champions en titre par une lourde défaite 24-3 contre l'équipe d'Angleterre. À l'issue de cette rencontre, Rees n'est plus retenu en sélection nationale.
En dehors du rugby, Rees effectue une carrière d'enseignant à la Sherborne School, Rossall School et Giggleswick School, avant d'aller enseigner les trente dernières années de sa vie en Inde. Il meurt le 30 août 1932 à Westminster.

## Statistiques en équipe nationale
Conway Rees dispute seulement trois matchs avec l'équipe du pays de Galles. Il participe au premier tournoi britannique remporté par le pays de Galles en obtenant une triple couronne.
| Année | Compétition         | Matchs | Points | Essais |
| 1892  | Tournoi britannique | 1      | -      | -      |
| 1893  | Tournoi britannique | 1      | -      | -      |
| 1894  | Tournoi britannique | 1      | -      | -      |
| Total | Total               | 3      | -      | -      |